# Mistrzostwa Europy w Lekkoatletyce 2018 – bieg na 110 m przez płotki mężczyzn
Bieg na 110 metrów przez płotki mężczyzn – jedna z konkurencji biegowych rozgrywanych podczas lekkoatletycznych mistrzostw Europy na Olympiastadion w Berlinie.
Tytułu z poprzednich mistrzostw nie bronił, Francuz Dimitri Bascou.

## Rekordy
Tabela prezentuje rekord świata, rekord Europy, rekord mistrzostw Europy, najlepsze osiągnięcie na Starym Kontynencie, a także najlepszy rezultat na świecie w sezonie 2018 przed rozpoczęciem mistrzostw.
|                                        | Zawodnik            | Wynik | Miejsce        | Data                  |
| -------------------------------------- | ------------------- | ----- | -------------- | --------------------- |
| Rekord świata                          | Aries Merritt       | 12,80 | Bruksela       | 7 września 2012(dts)  |
| Rekord Europy                          | Colin Jackson       | 12,91 | Stuttgart      | 20 sierpnia 1993(dts) |
| Rekord mistrzostw Europy               | Colin Jackson       | 13,02 | Budapeszt      | 22 sierpnia 1998(dts) |
| Najlepszy wynik na świecie w 2018 roku | Siergiej Szubienkow | 12,92 | Székesfehérvár | 2 lipca 2018(dts)     |
| Najlepszy wynik w Europie w 2018 roku  | Siergiej Szubienkow | 12,92 | Székesfehérvár | 2 lipca 2018(dts)     |

## Najlepsze wyniki w Europie
Poniższa tabela przedstawia 10 najlepszych rezultatów na Starym Kontynencie w 2018 roku tuż przed rozpoczęciem mistrzostw
| Poz. | Zawodnik                | Reprezentacja                      | Wynik | Data i miejsce                 |
| ---- | ----------------------- | ---------------------------------- | ----- | ------------------------------ |
| 1.   | Siergiej Szubienkow     | Autoryzowani lekkoatleci neutralni | 12,92 | 2 lipca, Székesfehérvár        |
| 2.   | Orlando Ortega          | Hiszpania                          | 13,17 | 12 maja, Szanghaj              |
| 3.   | Pascal Martinot-Lagarde | Francja                            | 13,20 | 20 lipca, Monako               |
| 4.   | Balázs Baji             | Węgry                              | 13,27 | 2 lipca, Székesfehérvár        |
| 5.   | Andrew Pozzi            | Wielka Brytania                    | 13,29 | 9 kwietnia, Gold Coast         |
| 6.   | Aurel Manga             | Francja                            | 13,31 | 30 czerwca, Paryż              |
| 7.   | Gregor Traber           | Niemcy                             | 13,35 | 16 czerwca, Tybinga            |
| 8.   | Milan Trajković         | Cypr                               | 13,36 | 9 kwietnia, Gold Coast         |
| 9.   | Damian Czykier          | Polska                             | 13,37 | 22 lipca, Lublin               |
| 10.  | Ludovic Payen           | Francja                            | 13,38 | 20 czerwca, Bonneuil-sur-Marne |

## Terminarz
| Data        | Godzina |            |
| ----------- | ------- | ---------- |
| 9 sierpnia  | 10:55   | Eliminacje |
| 10 sierpnia | 19:10   | Półfinały  |
| 10 sierpnia | 21:35   | Finał      |

## Rezultaty

### Eliminacje
Z biegu w eliminacjach zwolnieni zostali zawodnicy plasujący się w czołowej "12" list europejskich w sezonie 2018.

Awans: Czterech najszybszych zawodników z każdego biegu (Q) oraz pięciu z najlepszymi czasami wśród przegranych (q).

Źródło: european-athletics.org
| Miejsce | Bieg | Tor | Zawodnik               | Reprezentacja   | Czas  | Uwagi |
| ------- | ---- | --- | ---------------------- | --------------- | ----- | ----- |
| 1.      | 1    | 6   | Paolo Dal Molin        | Włochy          | 13,40 | Q,    |
| 2.      | 1    | 8   | Hassane Fofana         | Włochy          | 13,50 | Q,    |
| 3.      | 2    | 5   | Erik Balnuweit         | Niemcy          | 13,55 | Q     |
| 4.      | 1    | 7   | Koen Smet              | Holandia        | 13,61 | Q     |
| 5.      | 1    | 2   | Garfield Darien        | Francja         | 13,62 | Q     |
| 6.      | 2    | 3   | David King             | Wielka Brytania | 13,65 | Q     |
| 7.      | 2    | 2   | Lorenzo Perini         | Włochy          | 13,65 | Q     |
| 8.      | 1    | 4   | Vladimir Vukicevic     | Norwegia        | 13,67 | q     |
| 9.      | 2    | 1   | Konstandinos Duwalidis | Grecja          | 13,68 | Q     |
| 10.     | 1    | 3   | Alexander John         | Niemcy          | 13,69 | q     |
| 11.     | 2    | 8   | Artur Noga             | Polska          | 13,71 | q     |
| 12.     | 1    | 1   | Elmo Lakka             | Finlandia       | 13,75 | q     |
| 13.     | 2    | 6   | Michael Obasuyi        | Belgia          | 13,78 | q     |
| 14.     | 1    | 5   | Artem Szamatryn        | Ukraina         | 14,02 |       |
| 15.     | 2    | 7   | Bálint Szeles          | Węgry           | 14,07 |       |
| 16.     | 2    | 4   | Brahian Peña           | Szwajcaria      | 14,50 |       |

### Półfinały
Awans: Dwóch najszybszych zawodników z każdego biegu (Q) oraz dwóch z najlepszymi czasami wśród przegranych (q).

Źródło: european-athletics.org
| Miejsce | Bieg | Tor | Zawodnik                | Reprezentacja                      | Czas  | Uwagi |
| ------- | ---- | --- | ----------------------- | ---------------------------------- | ----- | ----- |
| 1.      | 2    | 6   | Orlando Ortega          | Hiszpania                          | 13,21 | Q     |
| 2.      | 1    | 3   | Siergiej Szubienkow     | Autoryzowani lekkoatleci neutralni | 13,24 | Q     |
| 3.      | 1    | 4   | Gregor Traber           | Niemcy                             | 13,26 | Q,    |
| 4.      | 2    | 3   | Andrew Pozzi            | Wielka Brytania                    | 13,28 | Q,    |
| 5.      | 3    | 3   | Pascal Martinot-Lagarde | Francja                            | 13,32 | Q     |
| 6.      | 3    | 6   | Balázs Baji             | Węgry                              | 13,41 | Q     |
| 7.      | 1    | 5   | Aurel Manga             | Francja                            | 13,45 | q     |
| 8.      | 3    | 5   | Damian Czykier          | Polska                             | 13,45 | q     |
| 9.      | 2    | 7   | Garfield Darien         | Francja                            | 13,46 |       |
| 10.     | 3    | 7   | Lorenzo Perini          | Włochy                             | 13,50 |       |
| 11.     | 1    | 8   | Hassane Fofana          | Włochy                             | 13,52 |       |
| 12.     | 3    | 4   | Jason Joseph            | Szwajcaria                         | 13,53 |       |
| 13.     | 3    | 2   | David King              | Wielka Brytania                    | 13,55 | SB    |
| 14.     | 1    | 7   | Konstandinos Duwalidis  | Grecja                             | 13,56 |       |
| 15.     | 2    | 4   | Milan Trajković         | Cypr                               | 13,57 |       |
| 16.     | 3    | 8   | Erik Balnuweit          | Niemcy                             | 13,59 |       |
| 17.     | 2    | 1   | Elmo Lakka              | Finlandia                          | 13,60 | PB    |
| 18.     | 2    | 2   | Paolo Dal Molin         | Włochy                             | 13,61 |       |
| 19.     | 1    | 2   | Artur Noga              | Polska                             | 13,66 |       |
| 20.     | 1    | 6   | Witalij Parahonka       | Białoruś                           | 13,69 |       |
| 21.     | 2    | 5   | Koen Smet               | Holandia                           | 13,71 |       |
| 22.     | 3    | 1   | Vladimir Vukicevic      | Norwegia                           | 13,71 |       |
| 23.     | 1    | 1   | Michael Obasuyi         | Belgia                             | 13,78 |       |
| 24 !    | 2    | 8   | Alexander John          | Niemcy                             | DSQ   | 168.7 |

### Finał
Źródło: european-athletics.org
| Miejsce | Tor | Zawodnik                | Reprezentacja                      | Czas   | Uwagi |
| ------- | --- | ----------------------- | ---------------------------------- | ------ | ----- |
| 01 !    | 4   | Pascal Martinot-Lagarde | Francja                            | 13,163 | SB    |
| 02 !    | 5   | Siergiej Szubienkow     | Autoryzowani lekkoatleci neutralni | 13,165 |       |
| 03 !    | 3   | Orlando Ortega          | Hiszpania                          | 13,34  |       |
| 4.      | 1   | Damian Czykier          | Polska                             | 13,38  |       |
| 5.      | 6   | Gregor Traber           | Niemcy                             | 13,46  |       |
| 6.      | 8   | Andrew Pozzi            | Holandia                           | 13,48  |       |
| 7.      | 2   | Aurel Manga             | Francja                            | 13,51  |       |
| 8.      | 7   | Balázs Baji             | Węgry                              | 13,55  |       |